# 1265
1265 (MCCLXV) je bilo navadno leto, ki se je po julijanskem koledarju začelo na četrtek.

## Dogodki

### Mongolski imperij
- 8. februar - Ilkanat: umre kan Ilkanata Hulagu kan. Nasledi ga sin Abaka, ki nadaljuje s sovražnostmi do Zlate horde in mameluškega Egipta. Prvo leto vladanja zatre upor v Mosulu.
  - Poroka med kanom Abako in Marijo Paleologino, nezakonsko hčerko bizantinskega cesarja Mihaela VIII. Paleologa. Marija je postala vplivna zagovornica in voditeljica kristjanov pod Mongoli, tudi najbolj razširjenih nestorijanskih kristjanov. 1282 ↔
- Čagatajski kanat: kan Alguj in uzurpator Kaidu[1] nadaljujeta precej izenačeno državljansko vojno. Nazadnje Alguj umre[2], čagatajska princesa Ergene Hatun instalira svojega sina Mubarak Šaha za novega kana, vendar ima Kublajkan svoje načrte glede novega čagatajskega kana. Zmedo v Čagatajskem kanatu seveda izkoristi Kaidu, ki obvlada večino najboljših pašnikov in povezav med oazami.1266 ↔

- Nogaj, vodilni general Zlate horde povede dva tumna[3] nad evropski del Bizantinskega cesarstva in opustoši Trakijo. Tatarska invazija preseneti cesarja Mihaela VIII., ko se je vračal z manjšo vojsko v Konstantinopel. Vso cesarjevo spremstvo paniki dezertira, nakar se mu uspe po daljšem pešačenju samemu prebiti do Konstantinopla. Istega leta sklene z Zlato hordo mir, verjetno za zajeten tribut.
- Kitajska: ko je uredil razmere v večini cesarstva, Kublajkan ponovno vojaško prevlada nad Južnim Songom. Na reki Jangce zajame večjo floto rečnih vojaških ladij Južnega Songa.
  - Novi cesar Južnega Songa Duzong je popolnoma nekompetenten. Vladarska pooblastila preda (ponovno investiranemu) ministru Jia Sidaoju, ki si misli, da lahko vodi proti Mongolom (drago) ofenzivno vojno. Cesar pa se predaja pijančevanju in orgijam.
- Sultanat Rum: vplivni perzijski vezir Pervane izkoristi smrt Hulaguja in izvede niz napadov na Trapezuntsko cesarstvo[4] ter zasede pomembno črnomorsko pristaniško mesto Sinópe. Seldžuškega sultana Kilidža Arslana IV. zaskrbi uspeh njegovega vezirja, vendar ga le-ta prej zadavi. Zgolj iz obzirnosti umorjenega sultana nasledi sin Kejhosrov III., dejansko oblast pa vodi njegov despotski perzijski regent.

### Druga baronska vojna
- 20. januar - Westminster Hall, London: Prvo zasedanje izvoljenega parlamenta, ti. Montforškega parlamenta. Vsak okraj (grofijo, mesto) zastopata po dva izvoljena predstavnika.
- 15. februar - Simon de Montfort, 6. grof Leicester, voditelj upornikov z diktatorskimi pooblastili, razpusti parlament.
- 28. maj - Princu Edvardu, ki ga je grof Leicester prestavil iz zapora v hišni pripor, uspe pobegniti. Po navodilu kralja in očeta Henrika III. združi rojaliste z vojsko  Gilberta de Clareja, 6. grofa Hertforda[5], ki je prešla na stran rojalistov.
- 22. junij - Sporazum v Piptonu, Powys: Simon de Montfort, grof Leicester sklene zavezništvo z valižanskim princem Llywelynom ap Gruffuddom. Novo "zavezništvo" v ničemer ne zavezuje Llywelyna, da bi angleškim upornikom nudil pomoč v vojski. Pošlje mu zgolj nekaj pehote. Poleg tega Simon Llywelynu prizna prvenstvo v celotnem Walesu, vključno s kambro-normansko Valižansko marko[6].
- 16. julij - Rojalisti zavzamejo Kenilworth v osrednji Angliji in ujamejo več voditeljev upornikov.
- 4. avgust - Bitka pri Eveshamu, Worcestershire: odločujoča zmaga rojalistov pod vodstvom kralja Henrika III.  proti upornim baronom.  Kljub temu, da so se želeli uporniški voditelji predati, so bile zamere med rojalisti do upornikov tako močne, da so uničili skoraj celotno uporniško vojsko in pobili vse voditelje.

- - Izmaličene ostanke Simona de Monforta pokopljejo lokalni simpatizerji upornikov v bližnji opatiji. Ker postane romarsko središče, Henrik III. ukaže, da ostanke ekshumirajo in anonimno prekopljejo na ne-svetem kraju.
  - Bitko zamudita Simonova sinova Simon de Montfort mlajši in Gvido de Montfort, ki jima ne uspe ob pravem času privesti okrepitev.
- september - Henrik III. izvede razlastitev vseh udeležencev upora in njihovih dedičev.
- Upor se v posameznih okrajih nadaljuje še dve leti. Do konca leta je zatrta skupina upornikov, ki jo vodi Simon de Montfort mlajši. 1266 ↔

### Ostalo
- 5. februar - Po štirimesečni sedisvakanci izvolijo kardinali-škofi za novega papeža Klemena IV., 183. papeža po seznamu.[7] V času izvolitve se nahaja v Franciji, v Italijo pa se odpravi incognito, se poveže s Karlom Anžujskim in obnovi spor s sicilskim kraljem Manfredom Hochenstaufnom.
  - Prva omemba Ribičevega prstana (lat. Annulus Piscatoris), pečatnika, ki so ga papeži uporabljali vse do leta → 1842.
- 24. februar - Umrlega okcitanskega grofa Foixa Rogerja IV. nasledi Roger-Bernard III., ki nadaljuje s preganjanjem ostankov katarske herezije.
- 25. februar - Umrlega grofa Württemberga Ulrika I. nasledi sin Ulrik II.
- marec - Bitka pri Isaszegu: ogrski kronski princ Štefan V. premaga vojsko svoje očeta kralja Béle IV. in si tako zagotovi prevlado nad polovico kraljestva vzhodno od Donave. 1266 ↔
- marec, april - Začetek francoske invazije Karla Anžujskega na Italijo in s tem niza rednih vpletanj Francozov v italijansko notranjo politiko, ki se konča šele z zasedbo Papeške države leta → 1870.
  - Ob novici o francoski invaziji začne sicilski kralj Manfred zahtevati še rimsko-nemško krono in s tem naziv kralja Italije, kar poprej sicer ni posebej omenjal.
- 23. maj - Francoska vojska vkoraka v Rim. Gre za manjšo predhodnico pod vodstvom Karla Anžujskega. Pomanjkanje denarja začasno zadrži njegovo vojsko, kar mu da dovolj časa, da Rimljane pridobi na svojo stran.
  - Namesto da bi sicilski kralj Manfred organiziral opozicijo v severni Italiji in s tem odvrnil grožno invazije, se predaja brezskrbnemu lovu v Apuliji. 1266 ↔

- 24. november - Umre zadnji kralj otoka Man in Hebridov Magnus Olafsson. Otočna kraljevina sicer de facto pripade škotskemu kralju Aleksandru III., vendar se med Norveško in Škotsko nadaljujejo pogajanja o prenosu oblasti in odškodnini. 1266 ↔
- Češke Budejovice (nem. Budweis) postanejo mesto.
- Wales: zbrano je pesniško ustmeno izročilo Llyfr Aneirin (Knjiga o Aneirinu), katerega nastanek datira v 9. stoletje, nanaša pa se na (legendarne) britonske vojskovodje iz 6. stoletja.
- Arzenijska shizma: (izobčeni) bizantinski cesar Mihael VIII. odstavi in izžene konstantinopelskega patriarha Arzenija Avtorijana, ki ga je izobčil zaradi krutega ravnanja z mladim (nikejskim) socesarjem Ivanom IV. Laskarisom. Pravoslavni kler se razdeli na podpornike Avtorijana in na procesarski tabor ter traja še desetletja po smrti obeh glavnih akterjev.
- Zamorje: invazija egiptovskega mameluškega sultana Bajbarsa na križarska ozemlja. Tega leta so zavzeta naslednja križarska mesta: Arsuf, Haifa in Cezareja. Pri zavzetju uvede prakso popolnega opustošenja in porušitve mest ter pristanišč, ki jo razširi še na popolno  gospodarsko degragacijo širokega obalnega pasu. Če še Arsuf in Haifa obnovita manjši polnomadski tržni skupnosti, se Cezareja, ki je uspevala od ustanovitve leta 25 pr. n. št., ne pobere nikoli več.
  - Zaroka (ali kar poroka) med mladoletno damo Bejruta Izabelo Ibelinsko in približno enako starim ciprskim kraljem Hugom II. 1267 ↔
- Tomaž Akvinski začne s pisanjem klasike »Teološka suma« Summa theologiae. To leto se nahaja v Rimu na Aventinu in poučuje novice v okviru samostana Santa Sabina. 1274 ↔
- Novi papež Klemen IV. je prijatelj angleškega sholastika Rogerja Bacona in pozna njegovo nadarjenost, zato mu da nalogo, da napiše razpravo o razmerju filozofije in nove znanosti do teologije (Opus Maior). 1267 ↔
- 21 letni Jacques de Molay se pridruži Templarjem.

## Rojstva
- 13. marec - Eberhard I., grof Württemberga († 1325)
- 10. maj - cesar Fušimi, 92. japonski cesar († 1317)
- 15. oktober - Temür Kan/cesar Čengzong, mongolski vrhovni kan, kitajski cesar dinastije Yuan († 1307)
- 4. november - Alfonz III., aragonski kralj († 1291)

Neznan datum
- Andrej III., madžarski kralj († 1301)
- Andrew Moray, škotski vojskovodja († 1297)
- Dante Alighieri, italijanski pesnik († 1321)
- Evdokija Paleologina, trabzonska cesarica († 1302)
- Gottfried von Hohenlohe, 14. veliki mojster vitezov križnikov († 1310)
- Henrik VI. Koroški, koroški vojvoda, kranjski (VI.) in moravski mejni grof, tirolski grof, češki kralj († 1335)
- Karl von Trier, 16. veliki mojster vitezov križnikov († 1324)
- Nino Visconti, sardinski vladar Gallure († 1296)
- Notburga iz Rattenberga, avstrijska usmiljenka, svetnica († 1313)
- Oton III., koroški vojvoda, goriški in tirolski grof (III.) († 1310)
- Peregrine Laziosi, italijanski redovnik, svetnik († 1345)
- Ramon Muntaner, katalonski vojak, kronist († 1336)
- Vislav III., zadnji slovansko-vikinški knez Rügena († 1325)

## Smrti
- 8. februar - Hulagu kan, mongolski vojskovodja, ustanovitelj perzijskega Ilkanata (* 1218)
- 24. februar - Roger IV., grof Foixa
- 25. februar - Ulrik I., grof Württemberga (* 1226)
- 16. maj - Simon Stock, angleški puščavnik, svetnik
- 26. junij - Ana Legniška, velika vojvodinja žena Poljske  (* 1204)
- 4. avgust:
  - Hugh le Despencer, angleški plemič, 1. baron le Despencer, upornik (* 1223)
  - Simon de Montfort, angleški plemič in državnik, 6. grof Leicester (* 1208)
  - Henrik Montfort, sin Simona de Montforta, svak Henrika III., upornik
- 24. november - Magnus Olafsson, zadnji kralj otoka Man in Hebridov
- 3. december - Odofredus, italijanski pravnik

Neznan datum
- Kilič Arslan IV., sultan  Seldžuškega sultanata Rum (* ni znano)
- Algu, kan Čagatajskega kanata (* ni znano)
- Jean de Chelles, francoski arhitekt in kipar (* 1200)
- Fudživara Nobuzane, japonski slikar (* 1176)
- Philippe de Rémi, francoski truver